# British Touring Car Championship 1995
British Touring Car Championship 1995 var den 38:e säsongen av det brittiska standardvagnsmästerskapet, British Touring Car Championship. Säsongen kördes över 26 race. John Cleland tog sin sista titel i karriären.

## Tävlingskalender
| Bana                            | Segrare (Race 1) | Märke    | Segrare (Race 2) | Märke    |
| ------------------------------- | ---------------- | -------- | ---------------- | -------- |
| Donington Park                  | John Cleland     | Vauxhall | Rickard Rydell   | Volvo    |
| Brands Hatch                    | Tim Harvey       | Volvo    | Tim Harvey       | Volvo    |
| Thruxton Circuit                | Alain Menu       | Renault  | James Thompson   | Vauxhall |
| Silverstone Circuit             | Rickard Rydell   | Volvo    | Paul Radisich    | Ford     |
| Oulton Park                     | Rickard Rydell   | Volvo    | Alain Menu       | Renault  |
| Brands Hatch                    | Alain Menu       | Renault  | John Cleland     | Vauxhall |
| Donington Park                  | John Cleland     | Vauxhall | John Cleland     | Vauxhall |
| Silverstone Circuit             | John Cleland     | Vauxhall | -                | -        |
| Knockhill Racing Circuit        | Rickard Rydell   | Volvo    | Alain Menu       | Renault  |
| Brands Hatch                    | Will Hoy         | Renault  | John Cleland     | Vauxhall |
| Snetterton Motor Racing Circuit | Will Hoy         | Renault  | Kelvin Burt      | Ford     |
| Oulton Park                     | Alain Menu       | Renault  | Alain Menu       | Renault  |
| Silverstone Circuit             | Alain Menu       | Renault  | Will Hoy         | Renault  |

## Slutställning
| Plats | Förare         | Märke    | Poäng |
| ----- | -------------- | -------- | ----- |
| 1     | John Cleland   | Vauxhall | 348   |
| 2     | Alain Menu     | Renault  | 305   |
| 3     | Rickard Rydell | Volvo    | 255   |
| 4     | Will Hoy       | Renault  | 195   |
| 5     | Tim Harvey     | Volvo    | 176   |
| 6     | Paul Radisich  | Ford     | 130   |
| 7     | James Thompson | Vauxhall | 124   |
| 8     | Kelvin Burt    | Ford     | 110   |
| 9     | Julian Bailey  | Toyota   | 94    |
| 10    | David Leslie   | Honda    | 61    |